# 八嶋智人と三津谷葉子の「こんな人だと思わなかった…」
八嶋智人と三津谷葉子の「こんな人だと思わなかった…」（やしまのりととみつやようこの こんなひとだとおもわなかった）は、TBSラジオで放送されたラジオ番組。2008年4月6日放送開始。2008年9月28日放送終了。

## 概要
タカラトミーの一社提供番組。ボードゲーム「人生ゲーム」の日本での発売開始40周年を記念し、月替わりのテーマをもとに、インタビュー、メール、ゲストとのトークで展開された。
2008年に開催された「第一回人生ゲーム全国親子大会」の予選会の様子や、人生ゲームに関するプレゼントクイズも放送された。
レギュラー番組のほか、以下の特別番組を放送した。
- 人生ゲーム40周年プレゼンツ! 第一回人生ゲーム全国親子大会特番!（2008年9月29日、18:00-19:00）
- 八嶋智人と三津谷葉子の「こんな人だと思わなかった…」ボーナスステージ（2008年10月4日、20:00-20:30）

## 出演者
- 八嶋智人 （俳優）
- 三津谷葉子

## 放送時間
- 毎週日曜日22:00-22:30（日本標準時）

プロ野球中継『エキサイトベースボール』の延長のため放送休止になる場合があった。